# OA vz.30
OA vz.30 (чеськ. Obrněný automobil vzor 30) — чехословацький бронеавтомобіль 1930-х років, який використовувався під час Мюнхенської угоди та Другої світової війни.

## Опис
Кузов бронеавтомобіля був встановлений на шасі Tatra T-72 6×4, конструкція якого дозволяла пересуватися з прийнятною швидкістю як дорогою, так і на пересіченій місцевості. Водійське крісло розташовувалося справа, а зліва від водія сідав штурман. Обидва могли вести вогонь з кулеметів ZB vz. 26. Також позаду них розташовувалася вежа, в якій розташовувався третій член екіпажу — стрілок. Він також вів вогонь з того ж кулемета, але завдяки здатності вежі обертатися кут обстрілу з вежі становив всі 360°.
Броня становила від 3 до 6 мм, внаслідок чого автомобіль можна було вражати звичайними патронами з відстані 100 м. 4-циліндровий двигун повітряного охолодження Tatra 71 мав обсяг 1,91 л, потужність становила 32 кінські сили, що допомагало машині розвивати швидкість до 60 км/ч.

## Історія

### Виробництво
Проект бронемашини OA vz. 30 був створений наприкінці 1920-х років, коли чехословацькій армії знадобився автомобіль для заміни старих типів транспортних засобів, що використовувалися. Армійські випробування проходили на полігоні в Міловиці в 1930 році, і згодом армія замовила першу серію цих броньованих машин, які мали використовуватися для розвідувальних і кавалерійських частин.
6 березня 1933 року було розміщено замовлення на п’ятдесят один бронеавтомобіль для доставки в грудні. Tatra запізнилася і поставила лише перші шість 29 січня 1934 року, потім ще шістнадцять у лютому та решту в липні, оскільки їхні гаражі в Міловиці ще не були завершені. 

### Використання

#### Чехословаччина
В експлуатації вони виявили серйозні недоліки. Двигуни були слабкими і не дозволяли машині повною мірою використовувати можливості шасі, які були не в змозі перетинати канави на узбіччях доріг. Броня була тонкою, і її можна було пробити з близької відстані гвинтівками. Кулемети ZB vz. 26 не могли вести постійний вогонь. 
Армія вирішила організувати їх у тримашинні взводи, що були приписані до розвідувальних рот чотирьох мобільних дивізій (Rychlá), і призначила додаткові взводи для підтримки прикордонних районів. Ці взводи активно використовувалися для придушення протестів, спровокованих Судето-німецькою партією Конрада Генляйна (Sudetendeutsche Partei - SdP) і Sudetendeutsche Freikorps (воєнізовані групи, які навчалися в Німеччині інструкторами СС ) у період з травня по жовтень 1938 року. Після Мюнхенської угоди дві компанії OA vz. 30 були відправлені на підкріплення Словаччини та Русі, де їх використовували для відсічі угорським і польським перетинанням кордону. Вони допомогли у підтримці піхоти, коли їй довелося евакуюватися з південної Словаччини після Першої Віденського арбітражу 2 листопада 1938 року.  У лютому-березні 1939 року жандармерії було продано десять бронеавтомобілів, які більше не були потрібні після того, як прикордонні райони були анексовані Німеччиною та Угорщиною.  Дві роти захищали Карпатську Україну в березні 1939 р. від нападу Угорщини, але були змушені шукати притулку в Словаччині та Румунії. Один OA vz. 30 був захоплений угорцями під час боїв, але вони не використали його.

#### Німеччина
Німці захопили один бронеавтомобіль у жовтні 1938 року, який ремонтували в Судетах, коли вони окупували цю територію. Ще двадцять три, включаючи прототип, були захоплені в березні 1939 року, коли вони окупували Богемію-Моравію. Сім використовувалися ротами пропаганди як радіомашини.  Десятьох було прийнято поліцією порядку (Ordnungspolizei), а три спорядили взвод 14-ї бронетанкової поліцейської роти (Polizei-Panzer-Kompanie) у Словенії в січні 1944 року 

#### Словаччина
Десять бронеавтомобілів були захоплені словаками, коли вони проголосили незалежність у березні 1939 року, але вісім додаткових бронеавтомобілей потрапили до їхніх рук, коли чеські війська шукали притулку в Словаччині після боротьби з угорцями в Карпатській Україні. Один був зруйнований під час словацько-угорської війни, яка почалася через тиждень. Сімнадцять уцілілих OA vz. 30 сформували одну роту в бронебатальйоні «Мартін», сформованому словацькою армією в середині 1939 року, але наприкінці 1939 року його скоротили до взводу  Чотири бронемашини підсилили 2-у піхотну дивізію під час вторгнення до Польщі, а три інших підсилили кавалерійську розвідку в околицях Сянока. Рота з шести OA vz. 30 була частиною мобільної групи Калінчяк, яка була сформована 5 вересня для роботи з 2-ю піхотною дивізією, але не брала жодних боїв до того, як 21 вересня була виведена назад до Словаччини. 
Взвод з трьох осіб був призначений до мобільної групи, яка приєдналася до німців в операції «Барбаросса» 24 червня 1941 року. Ще два були додані, коли мобільна група була посилена та перейменована в мобільну бригаду 8 липня. Єдиний серйозний бій, з яким зіткнулися словацькі бронетехніки, був під Липовцем наприкінці липня, де їм не вдалося вибити радянську 44-ту гірсько-стрілецьку дивізію з її позицій. Один бронеавтомобіль був знищений під час цього бою, а ще два були сильно пошкоджені. Усі бронемашини були виведені разом із усією іншою бронетехнікою та повернуті до Словаччини на початку серпня.  Рота з шести OA vz. 30 була направлена на підсилення відділу охорони на антипартизанську службу в Україні в серпні 1942 р. Два були знищені в бою, і був лише один, коли вцілілі були виведені назад до Словаччини 12 січня 1943 року. Після того, як у січні 1944 року прибули Panzerkampfwagen II, які Міністерство оборони наказало замінити, їх було поставлено на зберігання, хоча вони все ще були на обліку.  Повстанці знайшли в них певну користь, коли у вересні 1944 року почалося Словацьке національне повстання, але про їх діяльність мало що відомо. 

#### Румунія
Про перебування OA vz. 30 в Румунії майже нічого не відомо після того, як одна чеська рота з десяти шукала там притулку в березні 1939 року. В одному непідтвердженому звіті говориться, що деякі з них складалися з підрозділу охорони румунського диктатора Антонеску. Імовірно три були знищені під час американського бомбардування Плоєшті влітку 1944 року під час обслуговування на тамтешньому депо. 

## Галерея

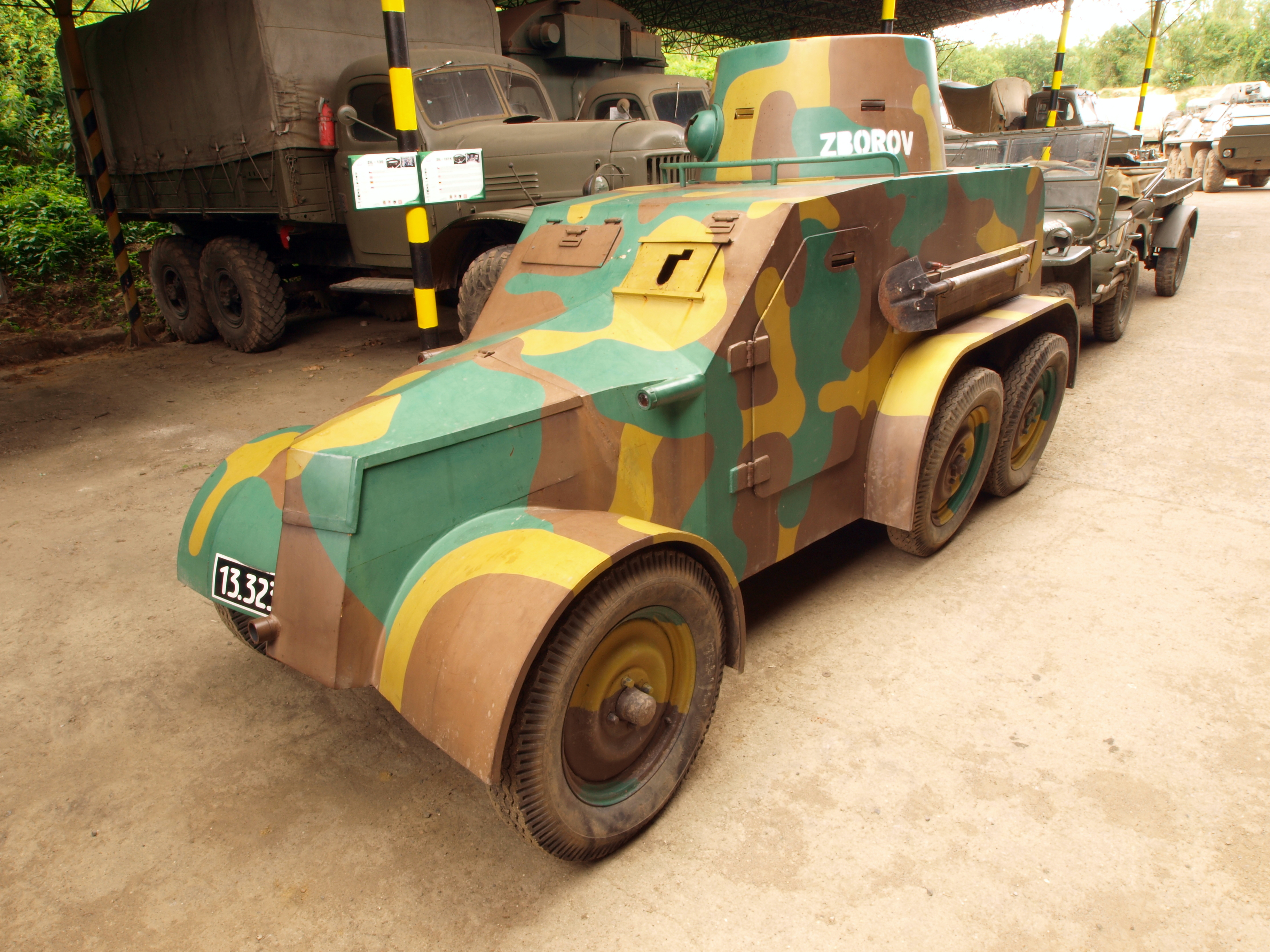
Реконструкція бронеавтомобіля OA vz. 30, музей в Рокицанах
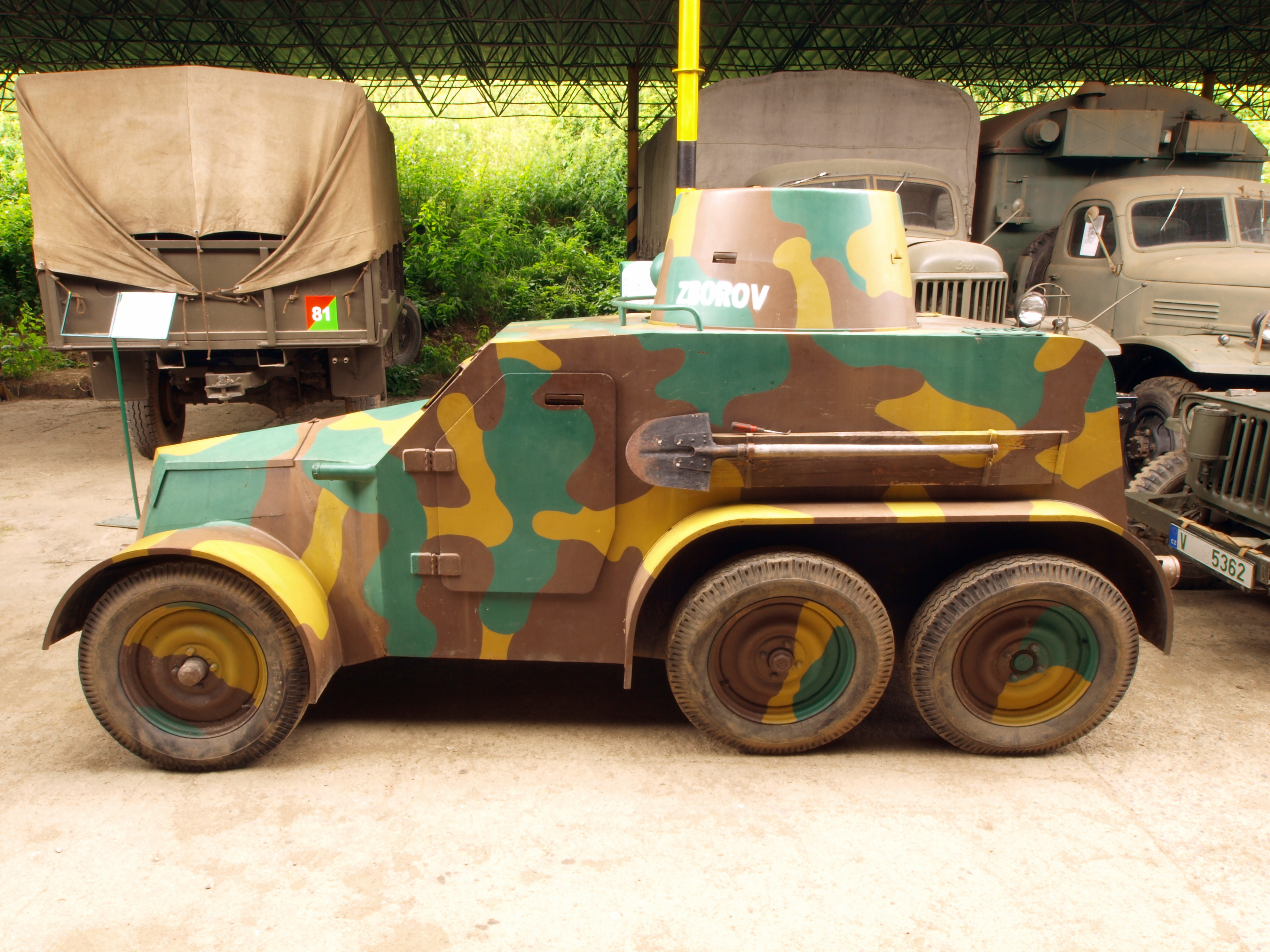
Реконструкція бронеавтомобіля OA vz. 30, музей в Рокицанах
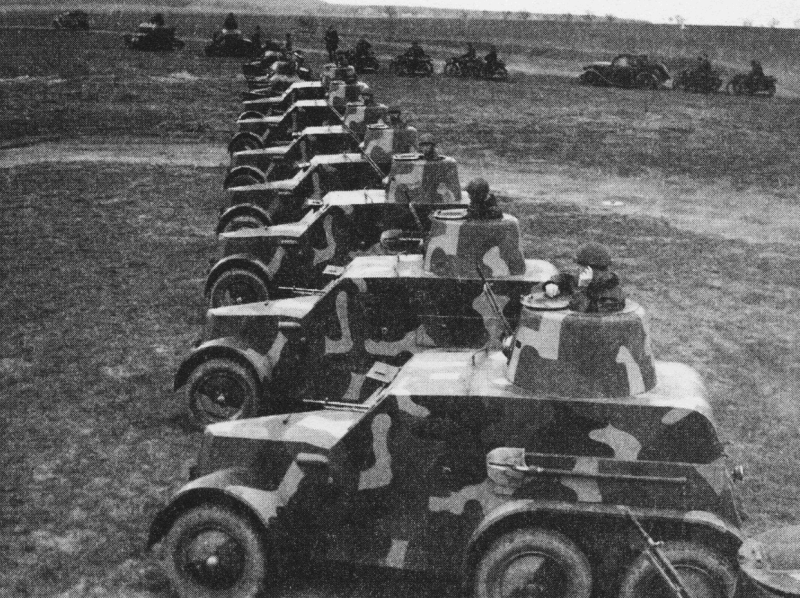
Ряд бронеавтомобілей